# Уильямс, Иветт
Иветт Уинифред Уильямс (после замужества Корлетт); (англ. Yvette Winifred Williams; 25 апреля 1929, Данидин — 13 апреля 2019, Окленд) — новозеландская легкоатлетка. Первая олимпийская чемпионка от Новой Зеландии, а также экс-рекордсменка мира в прыжках в длину. Член ордена Британской империи и компаньон новозеландского ордена Заслуг.

## Личная жизнь
Иветт Уильямс родилась в Данидине в 1929 году, где провела свои детские и школьные годы. 11 декабря 1954 года вышла замуж за игрока сборной Новой Зеландии по баскетболу Бадди Корлетта. У пары родилось четыре ребёнка, Невилл Корлетт был игроком сборной по баскетболу, Питер Корлетт играл в регби в Окленде, а дочь Карен Корлетт представляла Новую Зеландию на чемпионате мира по художественной гимнастике 1977 года. Младший брат Иветт, Рой Уильямс, выиграл десятиборье на играх Британской империи и Содружества наций 1966 года в Кингстоне. Муж умер 9 мая 2015 года.

## Спортивная карьера
Во время обучения в школе, Уильямс мало проявляла свои способности в лёгкой атлетике. Однако в начале 1947 года она присоединилась к спортивному клубу «Otago Athletic Club», а спустя два месяца выиграла чемпионат Новой Зеландии по лёгкой атлетике. За спортивную карьеру она становилась чемпионкой страны 21 раз в пяти легкоатлетических дисциплинах: толкание ядра (1947—1954), метание копья (1950), метание диска (1951—1954), прыжок в длину (1948—1954) и бег на 80 метров с барьерами (1954). Выиграв 21 национальный титул, она сравнилась по этому показателю с Беатрис Фаумуиной и Мелиссой Мун, уступив лишь легкоатлетке Валери Янг (37 титулов).
Не попав на Олимпийские игры 1948 года в Лондоне, спустя два года Уильямс выиграла золотую медаль в прыжках в длину на играх Британской империи 1950 года в Окленде. Победный прыжок на 5,91 метра стал новым рекордом Новой Зеландии. На этих же соревнованиях она завоевала серебряную медаль в метании копья.
В 1952 году на чемпионате Новой Зеландии по лёгкой атлетике, Уильямс впервые в истории женских прыжков в длину прыгнула за 6,10 метров, в итоге показав результат 6,29 метров, но он не был признан мировым рекордом из-за сильного попутного ветра. Помимо этого, в этом же году, соревнуясь в пятиборье, она набрала 4219 баллов, установив рекорд Новой Зеландии, который продержался 10 лет.
Уильямс выиграла золотую медаль в прыжках в длину на летних Олимпийских играх 1952 года в Хельсинки; её прыжок на 6,24 метров стал олимпийским рекордом и на 1,0 см уступил мировому рекорду Фанни Бланкерс-Кун 1943 года. Она также показала шестой результат в толкании ядра и стала десятой в метании диска.
В феврале 1954 года Иветт Уильямс побила мировой рекорд в прыжках в длину на соревнованиях в Гисборне, прыгнув на 6,28 метров. В том же году она приняла участие в играх Британской империи и Содружества наций 1954 года в Ванкувере, выиграв золотые медали в прыжках в длину, метании диска и толкании ядра, все с рекордами игр, а также финишировала шестой в забеге на 80 метров с барьерами. Иветт Уильямс завершила спортивную карьеру в 1956 году.
Помимо лёгкой атлетики, Уильямс играла за Отаго и Южный остров в нетбол, и за Отаго, Южный остров и Новую Зеландию в баскетбол (1950, 1953—1955).

## Награды
За заслуги в лёгкой атлетике в 1953 году стала членом ордена Британской империи, а в 2011 году компаньоном новозеландского ордена Заслуг. Уильямс дважды называлась спортсменом года в Новой Зеландии (1950 и 1952). В 1990 году введена в зал славы Новой Зеландии и признана спортсменкой века в Отаго.